# O.B.O.R.A.
O.B.O.R.A. (Ostatni Bastion Obrony Rozumu Artystycznie) – platforma artystyczna istniejąca w Poznaniu w pierwszej dekadzie XXI wieku, powstała z inicjatywy Zenona Laskowika.
Platformę zainicjowano 18 listopada 2003 spektaklem „Niespodziewane powroty, czyli twórzmy klimacik”, w dawnej restauracji „WZ” noszącej wówczas nazwę „Wiejska Zagroda” przy ul. Fredry 12. Następnie od września 2007 funkcjonowała w klubie „Eskulap”, w domu studenckim o tej samej nazwie przy ul. Przybyszewskiego 39. Symbolem platformy była skrzydlata krowa.
Platforma współorganizowała Ogólnopolski Festiwal Piosenki Kabaretowej O.B.O.R.A.